# Скални рисунки на Сахара
Скалните рисунки на Сахара са серия праисторически петроглифи, издълбани или нарисувани върху естествени скали в централната част на пустинята Сахара. Разкрити са около 3000 такива петроглифи, най-вече в планините Тибести и Ахагар.
Пещерни рисунки са открити в Тасили, на север от Таманрасет в Алжир, както и на няколко други места. Рисунките изобразяват един активен живот кипял в Северна Африка в периода 8000 - 4000 г. пр.н.е., т.е. през мезолита. Част от рисунките се отнасят към представителите на капсийската култура, когато Сахара е била африканска савана и обитавана от африкански бивол, африкански слон, носорог и хипопотам, които животни сега живеят на юг в Сахел. Изображенията в Сахара предават с много подробни характеристики живота през този период.
Най-ранните скални и пещерни изображения са от периода Бубалос. Той започва от 10 000 г. пр.н.е. и продължава докъм 6000 г. пр.н.е. Последните скални рисунки са датирани от около 1900 г. пр.н.е.
|  | Тази страница частично или изцяло представлява превод на страницата „Наскальное искусство Сахары“ в Уикипедия на руски. Оригиналният текст, както и този превод, са защитени от Лиценза „Криейтив Комънс – Признание – Споделяне на споделеното“, а за съдържание, създадено преди юни 2009 година – от Лиценза за свободна документация на ГНУ. Прегледайте историята на редакциите на оригиналната страница, както и на преводната страница, за да видите списъка на съавторите. ВАЖНО: Този шаблон се отнася единствено до авторските права върху съдържанието на статията. Добавянето му не отменя изискването да се посочват конкретни източници на твърденията, които да бъдат благонадеждни. |